# Johann Heinrich Bleuler der Ältere

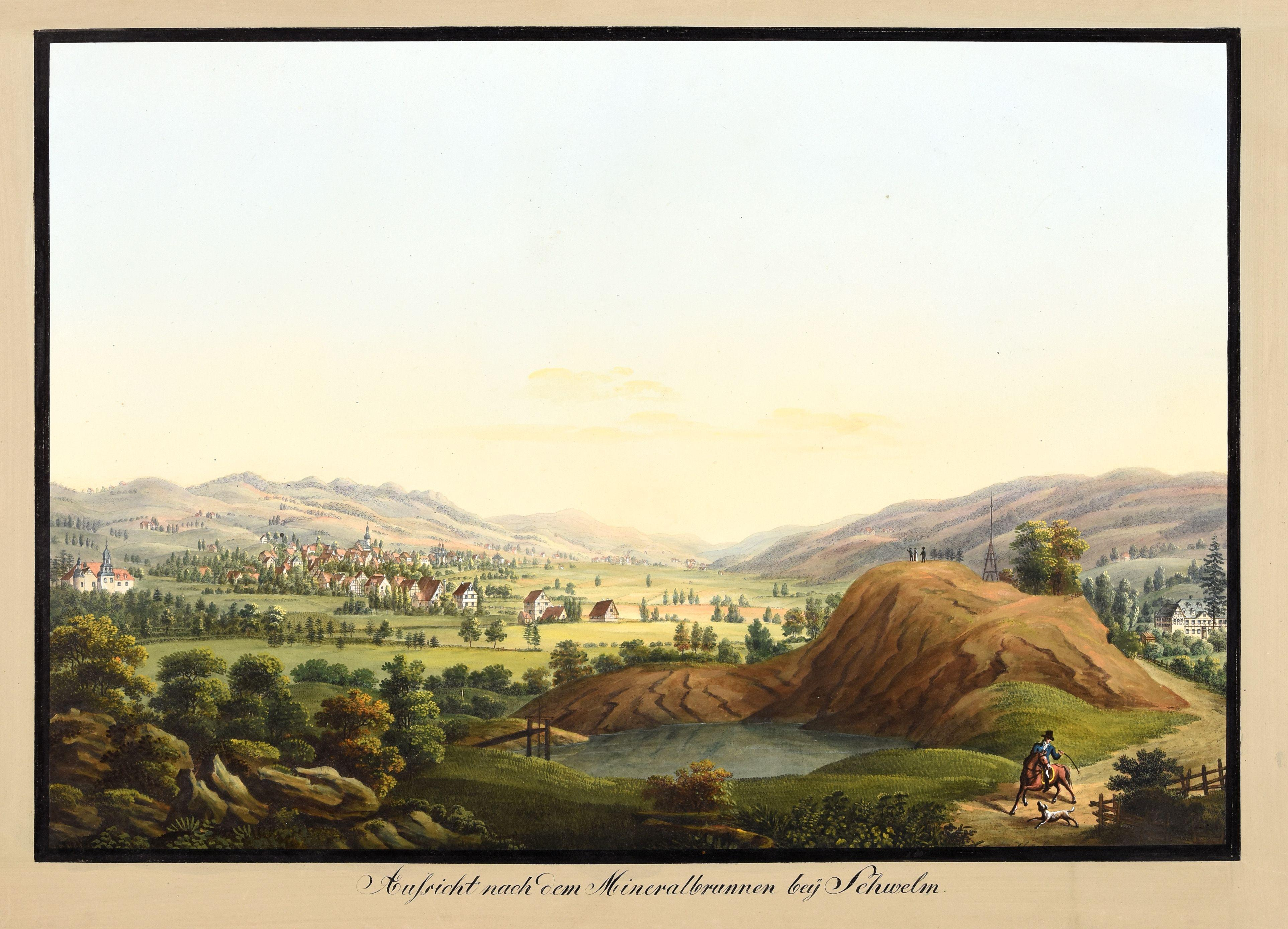
Die Roten Berge (1804–1820)

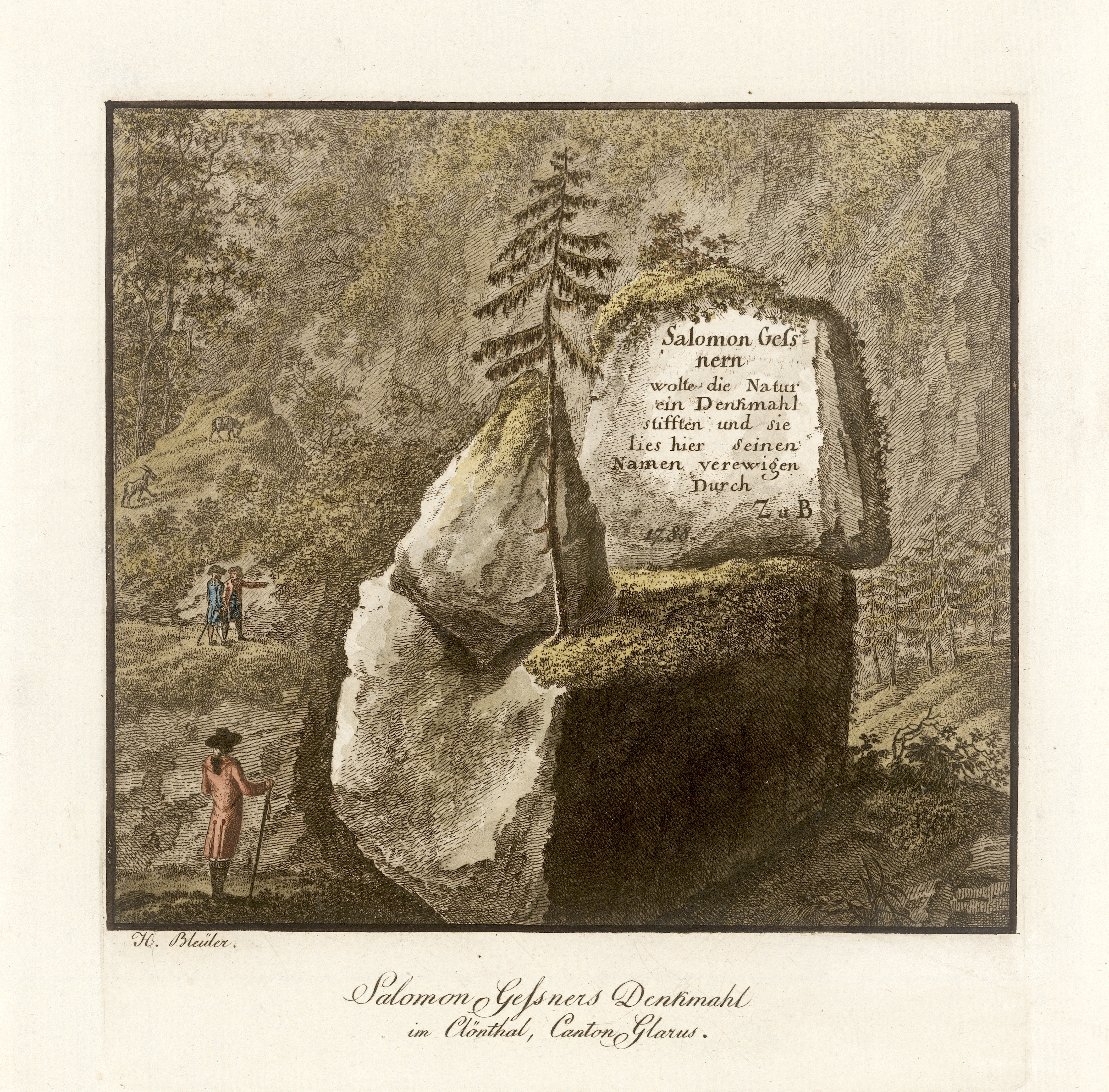
Gessner-Gedenkstein, 1789

Johann Heinrich Bleuler der Ältere (* 31. Dezember 1758 in Zollikon bei Zürich; † 25. Januar 1823 in Feuerthalen) war ein Schweizer Porzellanmaler, Landschaftszeichner und Maler in der Technik Gouache, Kunstlehrer, Kunstverleger sowie Kupferstecher.

## Leben
Johann Heinrich Bleuler erhielt zunächst eine Ausbildung als Porzellanmaler in der Porzellan- und Fayence-Manufaktur im Schooren in Kilchberg. Er liess sich zu Beginn der 1780er Jahre in Feuerthalen nieder. 1788 gründete er dort eine Kunstschule, die Bleuerische Malschule. Zwischen 1799 und 1804 lebte und arbeitete Bleuler vorübergehend auf Schloss Laufen bei Schaffhausen, um dann wieder nach Feuerthalen zurückzukehren.
Bleuler verlegte er sich auf die zu seiner Zeit beliebten Schweizeransichten (namentlich nach Ludwig Hess). Er fertigte weiter eigene Landschaftsgouachen, so von Blankenburg in der Schweiz. Um 1820 wird ein Landschaftspanorama der Hansestadt Lübeck vom Pariner Berg aus gesehen datiert. Aquarelle Bleulers befinden sich in der Bühlmannschen Sammlung im Eidgenössischen Polytechnikum Zürich. In den letzten Lebensjahren widmete sich Bleuler vorwiegend der Blumenmalerei.

## Die Bleulerische Malschule
Der vermögende Johann Heinrich Bleuler hatte vier Kinder.
Sein gleichnamiger ältester Sohn Johann Heinrich Bleuler der Jüngere  (1787–1857) gilt als der bedeutendste Spross der Familie und reüssierte als Vedutenmaler in Deutschland.
Der zweite Sohn Johann Ludwig Bleuler (1792–1850) war als Landschaftszeichner und Kunsthändler in Schaffhausen und Laufen tätig.
Bleuler nahm zwei seiner Patenkinder nach dem Tod ihrer Eltern in den Hausstand auf und unterrichtete sie in der Malerei, den 1774 geborenen Johann Heinrich Uster (1774–1866), der Bleulers Tochter Karoline ehelichte, und den 1785 geborenen Johann Heinrich Wirz (1785–1866). Weiter adoptierte Bleuler Anna Bose, die nach der Heirat mit Johann Heinrich Wirz als Nanette (Anna) Wirz-Bleuler (1783–1851) als Gouachenmalerin tätig war. Insgesamt sind etwa 25 Künstler bekannt, die aus der Bleulerischen Malschule hervorgingen.

## Werke
- Die Roten Berge (zwischen 1804 und 1820, 32 × 47 cm, gouachierte Umrissradierung auf Papier, heute im Museum Haus Martfeld in Schwelm)[4]
- Blick auf Wupperfeld und Barmen (um 1805, 32 × 47 cm, gouachierte Umrissradierung auf Papier)
- Blick auf Elberfeld (um 1805, 32 × 47 cm, gouachierte Umrissradierung auf Papier)